# Дерево Калкіна — Вілфа

Дерево Калкіна — Вілфа

Дерево Калкіна — Вілфа (англ. Calkin—Wilf tree) — орієнтоване двійкове дерево, у вершинах якого розташовані додатні раціональні дроби за таким правилом:
- корінь дерева — дріб {\displaystyle {\frac {1}{1}}};
- вершина з дробом {\displaystyle {\frac {m}{n}}} має двох нащадків: {\displaystyle {\frac {m}{m+n}}} (лівий) і {\displaystyle {\frac {m+n}{n}}} (правий).

Дерево описали Нейл Калкін і Герберт С. Вілф (2000) у зв'язку із задачею явного перерахунку множини раціональних чисел.

## Властивості дерева Калкіна— Вілфа

### Основні властивості
- Всі дроби, розташовані у вершинах дерева, нескоротні;
- Будь-який нескортний раціональний дріб зустрічається в дереві рівно один раз.

### Послідовність Калкіна— Вілфа

Обхід у ширину дерева Калкіна — Вілфа (шлях обходу показано рожевою спіраллю)

З наведених вище властивостей випливає, що послідовність додатних раціональних чисел, одержувана внаслідок обходу «в ширину» (англ. breadth-first traversal) дерева Калкіна — Вілфа (звана також послідовністю Калкіна — Вілфа; див. ілюстрацію),
{\displaystyle {\frac {1}{1}},{\frac {1}{2}},{\frac {2}{1}},{\frac {1}{3}},{\frac {3}{2}},{\frac {2}{3}},{\frac {3}{1}},{\frac {1}{4}},{\frac {4}{3}},{\frac {3}{5}},{\frac {5}{2}},{\frac {2}{5}},{\frac {5}{3}},{\frac {3}{4}},\dots }
визначає взаємно однозначну відповідність між множиною натуральних чисел і множиною додатних раціональних чисел.
Цю послідовність можна задати рекурентним співвідношенням
{\displaystyle q_{1}=1;}
{\displaystyle q_{i+1}={\frac {1}{\lfloor q_{i}\rfloor +1-\{q_{i}\}}}={\frac {1}{2\lfloor q_{i}\rfloor -q_{i}+1}},\quad i=1,2,\dots ,}
де {\displaystyle \lfloor x\rfloor } і {\displaystyle \{x\}} позначають відповідно цілу і дробову частини числа {\displaystyle x}.
У послідовності Калкіна — Вілфа знаменник кожного дробу дорівнює чисельнику наступного.

### Функція fusc
1976 року Е. Дейкстра визначив на множині натуральних чисел цілочислову функцію fusc(n) такими рекурентними співвідношеннями:
{\displaystyle \operatorname {fusc} (1)=1};
{\displaystyle \operatorname {fusc} (2n)=\operatorname {fusc} (n)};
{\displaystyle \operatorname {fusc} (2n+1)=\operatorname {fusc} (n)+\operatorname {fusc} (n+1)}.
Послідовність значень {\displaystyle \operatorname {fusc} (n),n=1,2,3,\dots } збігається з послідовністю чисельників дробів у послідовності Калкіна — Вілфа, тобто послідовністю
1, 1, 2, 1, 3, 2, 3, 1, 4, 3, 5, 2, 5, 3, 4, …
Таким чином (оскільки знаменник кожного дробу в послідовності Калкіна — Вілфа дорівнює чисельнику наступного), {\displaystyle n}-й член послідовності Калкіна — Вілфа дорівнює {\displaystyle \operatorname {fusc} (n)/\operatorname {fusc} (n+1)}, а відповідність
{\displaystyle n\mapsto {\frac {\operatorname {fusc} (n)}{\operatorname {fusc} (n+1)}},\quad n=1,2,3,\dots }
є взаємно однозначною відповідністю між множиною натуральних чисел і множиною додатних раціональних чисел.
Функцію {\displaystyle \operatorname {fusc} } може бути, крім зазначених вище рекурентних співвідношень, визначити так.
- Значення {\displaystyle \operatorname {fusc} (n+1),n\geqslant 0} дорівнює кількості гіпердвійкових (англ. hyperbinary) подань числа {\displaystyle n}, тобто подань у вигляді суми невід'ємних степенів двійки, де кожен степінь {\displaystyle 2^{k}} зустрічається не більше двох разів[6]. Наприклад, число 6 подається трьома такими способами:

6 = 4 + 2 = 4 + 1 + 1 = 2 + 2 + 1 + 1, тому {\displaystyle \operatorname {fusc} (6+1)=3}.
- Значення {\displaystyle \operatorname {fusc} (n+1),n\geqslant 0} дорівнює числу всіх непарних біноміальних коефіцієнтів вигляду {\displaystyle {\binom {n-r}{r}}}, де {\displaystyle 0\leqslant 2r<n}[7].

В оригінальній статті Калкіна і Вілфа функція {\displaystyle \operatorname {fusc} } не згадується, але розглядається цілочисельна функція {\displaystyle b(n)}, визначена для {\displaystyle n=0,1,2,\dots }, що дорівнює кількості гіпердвійкових подань числа {\displaystyle n}, і доводиться, що відповідність
{\displaystyle n\mapsto {\frac {b(n)}{b(n+1)}},\quad n=0,1,2,\dots }
є взаємно однозначною відповідністю між множиною невід'ємних цілих чисел і множиною раціональних чисел. Таким чином, для {\displaystyle n=0,1,2,\dots } мають місце співвідношення
{\displaystyle b(n)=\operatorname {fusc} (n+1),}
{\displaystyle b(2n+1)=b(n),}
{\displaystyle b(2n+2)=b(n)+b(n+1).}

## Дерево Кеплера і Saltus Gerberti

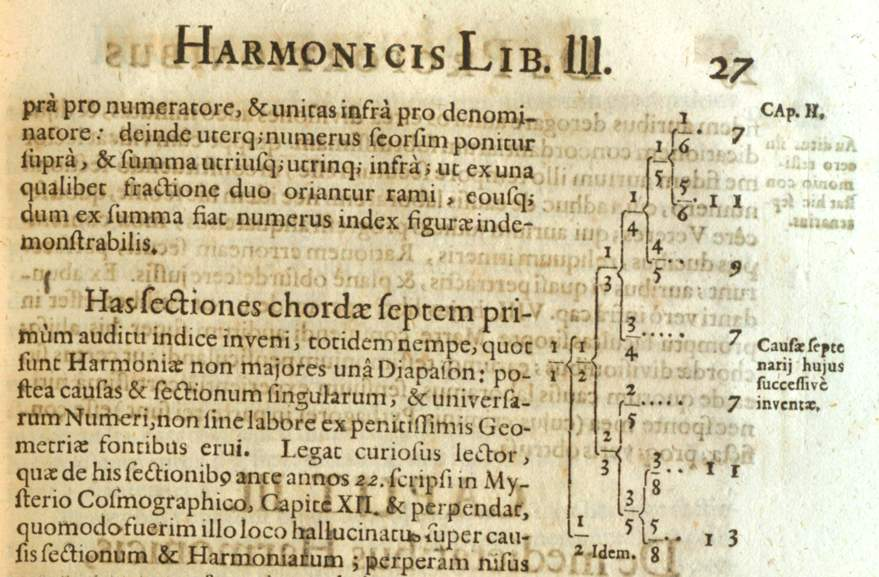
«Гармонія світу» І. Кеплера (1619), книга III (фрагмент)